# Club Bizarre
Club Bizarre è il singolo eseguita dal progetto musicale tedesco U96, creato dal produttore discografico Alex Christensen.
La canzone è stata pubblicata nel febbraio del 1995 ed è la seconda traccia estratta dall'album omonimo.

## Tracce
CD Singolo
Testi e musiche di Helmut Hoinkis, Alex Christensen, Ingo Hauss, Hayo Panarinfo.
1. U96 – Club Bizarre (Airplay version) – 3:30
2. U96 – Club Bizarre (Club mix) – 5:15

Durata totale: 8:45
CD Maxi
Testi e musiche di Helmut Hoinkis, Alex Christensen, Ingo Hauss, Hayo Panarinfo.
1. U96 – Club Bizarre (Airplay version) – 3:30
2. U96 – Club Bizarre (Club mix) – 5:13
3. U96 – Club Bizarre (Helium mix) – 4:54
4. U96 – Club Bizarre (Bizarre) – 5:10

Durata totale: 18:47
CD Maxi - UK
Testi e musiche di Helmut Hoinkis, Alex Christensen, Ingo Hauss, Hayo Panarinfo.
1. U96 – Club Bizarre (The Candy Girl mix) – 6:10
2. U96 – Club Bizarre (Extended mix) – 6:28
3. U96 – Club Bizarre (Club mix) – 5:14
4. U96 – Club Bizarre (Ken Doh mix) – 6:25
5. U96 – Club Bizarre (Acid dub mix) – 5:14
6. U96 – Club Bizarre (Acido mix) – 5:14

Durata totale: 34:45
CD maxi - Remix
Testi e musiche di Helmut Hoinkis, Alex Christensen, Ingo Hauss, Hayo Panarinfo.
1. U96 – Club Bizarre (Mandala remix) – 5:23
2. U96 – Club Bizarre (Perplexer remix) – 5:17
3. U96 – Club Bizarre (DJ Tom & Norman remix) – 4:45
4. U96 – Club Bizarre (Steve Baltes remix) – 4:58

Durata totale: 20:23

## Classifiche
| Classifica                    | Posizione più alta |
| ----------------------------- | ------------------ |
| Svizzera                      | 32                 |
| Austria                       | 14                 |
| Paesi Bassi                   | 12                 |
| Belgio (Ultratop 50 Fiandre)  | 37                 |
| Belgio (Ultratop 50 Vallonia) | 30                 |
| Germania                      | 19                 |
| Francia                       | 44                 |
| Svezia                        | 16                 |
| Regno Unito                   | 70                 |

## Cover dei Brooklyn Bounce
Il gruppo techno tedesco Brooklyn Bounce fece una cover del brano, che venne inserita nel loro album Restart del 2001 conoscendo un discreto successo in Europa.

## Tracce
Testi e musiche di Helmut Hoinkis, Alex Christensen, Ingo Hauss, Hayo Panarinfo, Dennis Bohn, Matthias Menck e Christoph Brüx.
1. Brooklyn Bounce – Club Bizarre (Single edit) – 3:46
2. Brooklyn Bounce – Club Bizarre (DJs @ work remix) – 33:00 (edizioni musicali 6)
3. Brooklyn Bounce – Club Bizarre (Headhunterz & Noisecontrollers remix)

Durata totale: 36:46
CD maxi
Testi e musiche di Helmut Hoinkis, Alex Christensen, Ingo Hauss, Hayo Panarinfo, Dennis Bohn, Matthias Menck e Christoph Brüx.
1. Brooklyn Bounce – Club Bizarre (Single edit) – 3:46
2. Brooklyn Bounce – Club Bizarre (Club mix) – 7:39
3. Brooklyn Bounce – Club Bizarre (Reprise) – 2:10
4. Brooklyn Bounce – Club Bizarre (Classic mix) – 3:53
5. Brooklyn Bounce – SuperAssBassMother – 6:32

Durata totale: 24:00
CD maxi - Remix
Testi e musiche di Helmut Hoinkis, Alex Christensen, Ingo Hauss, Hayo Panarinfo, Dennis Bohn, Matthias Menck e Christoph Brüx.
1. Brooklyn Bounce – Club Bizarre (DJs @ work remix) – 6:33
2. Brooklyn Bounce – Club Bizarre (Club mix) – 7:39
3. Brooklyn Bounce – Club Bizarre (Scot Project remix) – 8:55
4. Brooklyn Bounce – Club Bizarre (Tomcraft remix) – 7:02

Durata totale: 30:09

## Credits
- Prodotto, arrangiato e registrato da Dennis Bohn, Matthias Menck e Christoph Brüx
- Parti vocali di Alexandra Cuevas-Moreno e Ulrica Bohn

## Classifiche
| Classifica                   | Posizione più alta |
| ---------------------------- | ------------------ |
| Svizzera                     | 41                 |
| Austria                      | 9                  |
| Paesi Bassi                  | 3                  |
| Belgio (Ultratop 50 Fiandre) | 16                 |
| Germania                     | 12                 |
| Danimarca                    | 20                 |
| Spagna                       | 8                  |